# بئر الأرواح

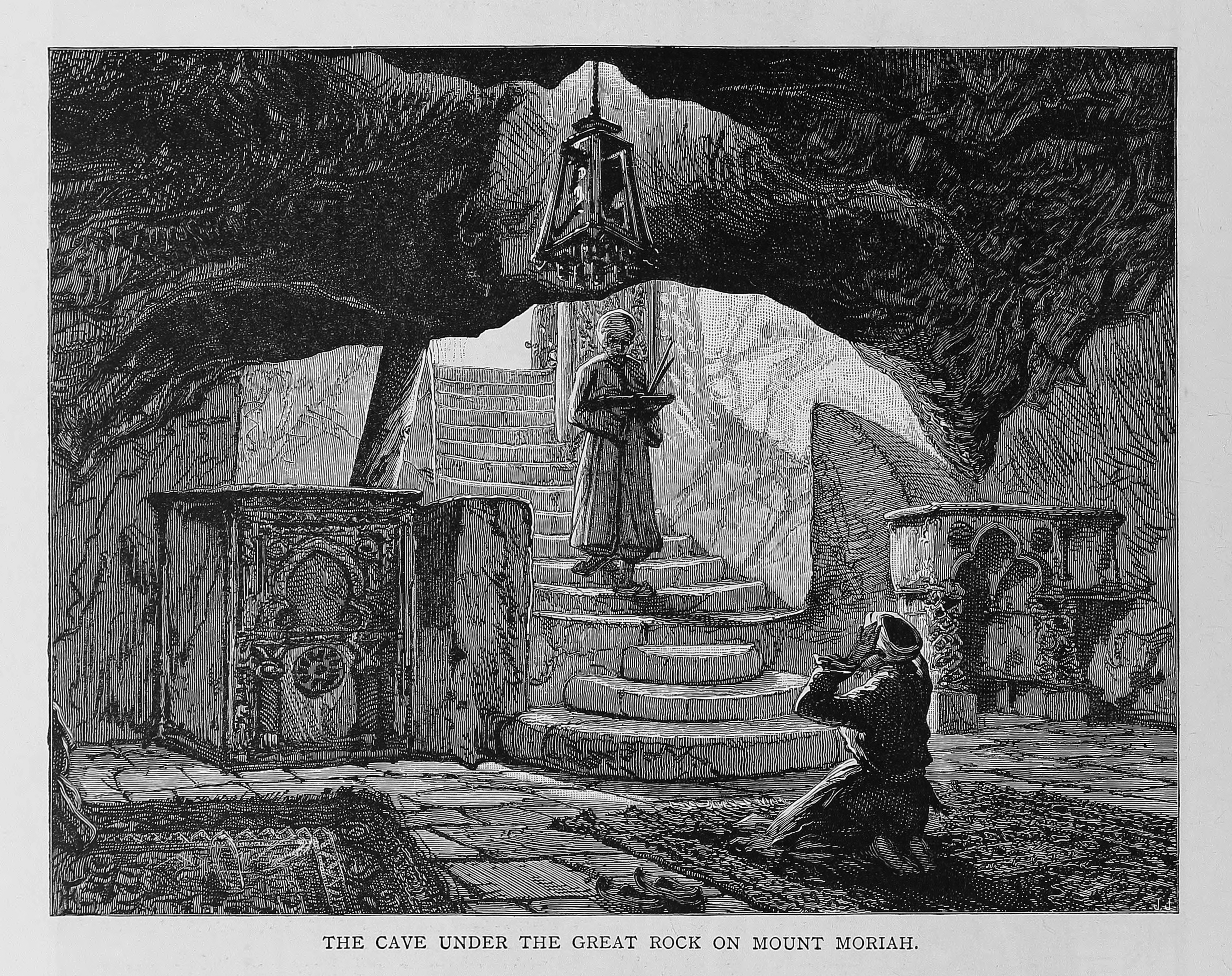
"الكهف تحت الصخرة الكبرى على جبل موريا"، المعروف باسم بئر الأرواح. رسم توضيحي من لستانلي لين بول ، فلسطين الخلابة وسيناء ومصر، 1883.

بئر الأرواح، والمعروف أيضًا في وقت الحروب الصليبية باسم قدس الأقداس، هو كهف طبيعي من صنع الإنسان جزئيًا داخل الصخرة الأساسية تحت قبة الصخرة في القدس. اسم «بئر الأرواح» مشتق من أسطورة شعبية من القرون الوسطى أنه في هذا المكان يمكن سماع أرواح الموتى بانتظار يوم القيامة. 
بالنسبة لليهود التقليديين يُعرف الموقع باسم قدس الأقداس (في إشارة إلى الحرم الداخلي السابق داخل الهيكل في القدس) وبالنسبة للمسيحيين يتم تبجيله كموقع محتمل لبشارة يوحنا المعمدان، حيث يقول لوقا أنه حدث في المعبد. لم يخضع الموقع قط إلى تحقيق أثري دقيق نظرًا للحساسيات السياسية والدبلوماسية التي تحول دون ذلك حاليًا.